# Буйвид, Рафаил Викентьевич
Рафаи́л Вике́нтьевич Бу́йвид (1862—?) — русский военный деятель, участник Русско-японской войны, герой Первой мировой войны, генерал-майор (1917).

## Биография
Из дворян Минской губернии. Римско-католического вероисповедания.
В военную службу вступил в 1881 году после окончания Орловского Бахтина кадетского корпуса. В 1883 году после окончания Павловского военного училища произведён в подпоручики и выпущен в Коломенский 119-й пехотный полк. В 1887 году произведён в поручики, в 1895 году в штабс-капитаны.
В 1900 году после окончания Офицерской стрелковой школы произведён в капитаны — командовал ротой. С 1904 года участник Русско-японской войны, в 1905 году произведён в подполковники — командовал батальоном. В 1910 году произведён в полковники, штаб-офицер Кутаисского 158-го пехотного полка.
С 1914 года участник Первой мировой войны, командир 302-го Суражского пехотного полка 76-й пехотной дивизии. С 1916 года командующий Харьковской местной бригадой и бригадой 137-й пехотной дивизии. С 1917 года генерал-майор — командующий 181-й пехотной дивизии.

Высочайшим приказом по Армии и Флоту от 11 октября 1917 года за храбрость награждён Георгиевским оружием: 
За отличие и храбрость проявленные в боях 14-го, 15-го, 16-го и 17-го декабря 1914 года будучи полковником и командиром 302-го Суражского пехотного полка в составе частей 11-й армии

## Награды
- Орден Святого Станислава 3-й степени (ВП 1900)
- Орден Святой Анны 3-й степени с мечами и бантом (ВП 1903; Мечи — ВП 1916)
- Орден Святого Станислава 2-й степени с мечами (ВП 1905; Мечи — ВП 1916)
- Орден Святой Анны 2-й степени с мечами (ВП 1912; ВП 02.07.1916)
- Орден Святого Владимира 4-й степени с мечами и бантом (ВП 26.02.1915)
- Орден Святого Владимира 3-й степени с мечами  (ВП 19.04.1916)
- Георгиевское оружие (ВП 11.10.1917)

Медали:
- «В память русско-японской войны» (1907)
- «В память 300-летия царствования дома Романовых» (1913)

Иностранные награды:
- Британский орден Святых Михаила и Георгия 3-го класса — (1915)